# Hamengkubuwono VII
Hamengkubuwono VII (Yogyakarta, 4 febbraio 1839 – Yogyakarta, 30 dicembre 1931) è stato un sovrano indonesiano. Fu il settimo sultano di Yogyakarta.

## Biografia

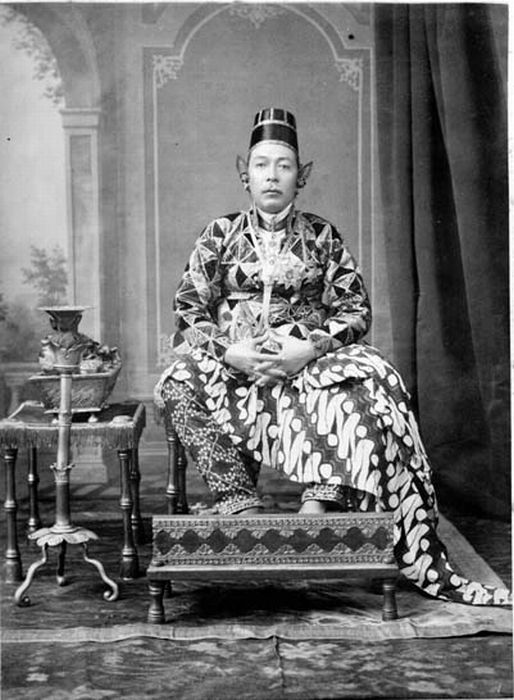
Il sultano Hamengkubuwono VII col costume tipico di corte

Figlio del sultano Hamengkubuwono VI, dopo la morte di quest'ultimo nel 1877 venne proclamato sultano di Yogyakarta.
Come altri principi musulmani indonesiani, anche Hamengkoeboewono VII era poligamo. Sposò Bandara Radin Ajeng Sukina / Bandara Radin Ajeng Mangkoe Boemi, figlia di Hamengkubuwono V nel 1856, ma quel matrimonio fu sciolto nel 1859. Seguirono altri 17 matrimoni. In totale ebbe 48 figli.
Durante il suo regno, portò avanti delle riforme agricole che contribuirono ad una parziale modernizzazione del paese grazie all'apporto del governatore generale olandese Johannes Bijleveld, coadiuvato da Hubertus van Mook. Fu tra i primi sovrani indonesiani ad installare nel proprio territorio delle fabbriche di concezione moderna per la lavorazione dello zucchero, industrie che figuravano tra le sue dirette proprietà e che gli procurarono enormi introiti. Per questo motivo si guadagnò il soprannome di "Sultan Sugih" ("Re dello zucchero"). Nel suo intento di modernizzare la capitale del suo regno, inoltre, fondò una scuola elementare sul modello di quelle europee, la quale venne frequentata dalla maggior parte dei suoi figli; alcuni di questi vennero poi inviati nei Paesi Bassi per migliorare la loro educazione sullo stile europeo, mentre altri vennero inviati in India a studiare l'amministrazione inglese delle colonie.
Decisione più unica che rara tra i sultani di Yogyakarta, nel 1921, ormai anziano, decise di abdicare in favore del figlio, ritirandosi a vita privata.
Hamengkoeboewono VII morì il 30 dicembre 1931 nel suo palazzo e venne sepolto nel mausoleo della sua famiglia.